# Carlo Bronne
Carlo Bronne, voluit Charles Albert Arsène Marie Georges Bronne, (Luik, 29 mei 1901 - Villance, 25 juli 1987) was een Belgisch magistraat en historicus.

## Levensloop
Bronne was een zoon van Georges Bronne en van Pauline Deschamps. Hij trouwde achtereenvolgens met Jeanne Englebert (scheiding in 1939), Marie Louise Desmedt (1910-1957) en Catherine Dufour (1922-1996). Hij had een zoon en een dochter uit het eerste huwelijk.
Hij studeerde in Luik, Elsene en Parijs. In 1919 behaalde hij zijn baccalaureaat. Na zijn legerdienst promoveerde hij in 1925 tot doctor in de rechten. Hij liep stage aan de balie in Parijs en in Luik. Hij werd door ziekte getroffen en moest een lange herstelperiode ondergaan, tijdens dewelke hij vooral poëzie schreef. In 1930 trad hij toe tot de magistratuur en werd rechter bij de rechtbank van eerste aanleg in Verviers en vervolgens in Luik. Hij beëindigde zijn loopbaan als voorzitter van het hof van beroep in Luik en van voorzitter van het Militair Hof.
Het was vooral zijn geschiedkundig werk dat hem erkenning opleverde. Toen de bekendheid hem ten deel viel, werd hij corresponderend lid van de Institut de France en lid van de Académie royale de langue et de littérature françaises de Belgique. In 1975 ontving hij de vijfjaarlijkse prijs literatuur van de Belgische Franse Gemeenschap. In 1976 werd hij opgenomen in de erfelijke adel met de persoonlijke titel baron.
Hij was ook:
- voorzitter van de wetenschappelijke raad van de Koninklijke Bibliotheek,
- vicevoorzitter van de Pen Club,
- lid van de academies in Nancy, Coïmbra, Lima en Montevideo.

## Publicaties
Carlo Bronne heeft veel geschreven: poëzie, fictie en geschiedkundig werk. Vanaf 1926 werkte hij mee, zoals zijn vader, aan het dagblad La Justice van Georges Clemenceau. Hij publiceerde verder in Le Thyrse, de Revue belge, de Nouvelles littéraires, de Mercure de France, de Revue générale belge en Le Soir. Vanaf 1965 publiceerde hij een maandelijkse kroniek over België in Le Figaro.
Hij bezorgde ook de publicatie van de correspondentie Gide-Rilke-Verhaeren.
- Les Fruits de Cendre, La Renaissance du Livre, Brussel, 1929 (poëzie).
- Collines que j'aimais…, Brussel, La Renaissance du Livre, 1930 (poëzie).
- Les abeilles du manteau, Brussel, La Renaissance du livre, 1939. (over Napoleon).
- Esquisses au crayon tendre, Brussel, éditions Charles Dessart, 1942.
- Léopold Ier et son temps, Brussel, 1942. Ook vertaald in het Nederlands.
- Joseph Lebeau, Brussel, La Renaissance du livre, 1944.
- Pèlerinages littéraires d'Arlon à Damme-en-Flandre, 1944.
- Nouvelles esquisses, 1946.
- Le carrousel de brume, 1947, novelle.
- L'amalgame ou la Belgique de 1814 à 1830, Brussel, 1948.
- La galerie des ancêtres, Brussel, La Renaissance du livre, 1950.
- La comtesse Le Hon, Brussel, La Renaissabce du Livre, 1951.
- La tapisserie royale, Brussel, Durendal, 1952.
- Hôtel de l'Aigle Noir, Brussel, éditions du Mont des Arts, 1954.
- Esquisses au crayon tendre, suivi de la Porte d'exil, Brussel, Biblis, 1954.
- Des Andes au Kremlin, Brussel, Goemaere, 1956.
- Hommes de cœur et femmes de tête, Brussel, Goemaere, 1958.
- La conspiration des paniers percés, Brussel, 1959.
- Profils perdus, cours retrouvés, 1963.
- Le promenoir des amis, Brussel, André De Rache, 1967.
- Le Bonheur d'Orphée, 1965 (een verzameling van acht novellen).
- Bleu d'Ardenne, Brussel, André De Rache, 1969.
- Financiers et comédiens au XVIIIe siècle, Brussel, Goemaere, 1969.
- La Marquise Arconati dernière châtelaine de Gaasbeek, Brussel, Les cahiers historiques, 1970.
- Les roses de cire, Brussel, André De Rache éditeur, 1972.
- Un Américain en Ardenne, Brussel, André De Rache, 1974.
- Compère qu'as-tu vu? Mémoires, Brussel, Louis Musin éditeur, 1975.
- Le temps des vendanges, Mémoires, Brussel, Louis Musin éditeur, 1976.
- Il a neigé sur Nevermore, 1978 (verzameling van zijn kronieken in Le Figaro.
- Jules Van Praet, conseiller et confident de Léopold Ier, Brussel, la belgothèque/Paul Legrain, 1983.
- Albert Ier le roi sans terre, Brussel, Paul Legrain, 1983.
- Belles étrangères en Belgique, Brussel, Didier Hatier, 1986.